# Meioneta levis
Meioneta levis là một loài nhện trong họ Linyphiidae.
Loài này thuộc chi Meioneta. Meioneta levis được George Hazelwood Locket miêu tả năm 1968.